# Cykasovité
Cykasovité (Cycadaceae) jsou čeleď rostlin ve třídě cykasy. Cykasovité rostliny jsou tvořeny jediným rodem cykas. Ten je největším rodem mezi cykasy, rozšířeným především v Asii, ale také Austrálii a jedním druhem zasahuje i do Afriky.

## Taxonomie
Čeled cykasovitých se od ostatních cykasů odlišuje existencí středové žíly, lístkům chybí boční žilky.
Zde uváděná systemizace pochází z detailní kladistické analýzy Dennise Stevensona z roku 1990 upravené v roce 1992.
Čeleď: Cycadaceae
Podčeleď: Cycadoideae
Cycas. Typ: Cycas circinalis circinalis

## Druhy
Protože čeleď cykasů obsahuje pouze jeden rod, přehled všech druhů je možno najít v článku „cykas“.